# Owen Joyner
Owen Patrick Joyner (Norman (Oklahoma), 19 de julio de 2000) es un actor estadounidense. Es conocido por interpretar papeles como Christian «Crispo» Powers en la comedia televisiva de Nickelodeon 100 Things to Do Before High School (2014-2016), y Arc en la serie original de Nickelodeon Knight Squad (2018-2019).
En 2020, comenzó a interpretar el papel de Alex en la serie musical de Netflix, Julie and the Phantoms (2020).

## Filmografía
| Año       | Título                              | Rol                          | Notas                           |
| --------- | ----------------------------------- | ---------------------------- | ------------------------------- |
| 2014-2016 | 100 Things to Do Before High School | Christian «Crispo» Powers    | Personaje principal             |
| 2017      | The Veil                            | Chico de tribu de la montaña | Película                        |
| 2017      | The Thundermans                     | Heinrich Hiddenville III     | Episodio: «Save the Past Dance» |
| 2018-2019 | Knight Squad                        | Arc                          | Protagonista                    |
| 2019      | Henry Danger                        | Arc                          | Episodio: «Knight & Danger»     |
| 2020      | Julie and the Phantoms              | Alex Mercer                  | Elenco principal                |
| 2025      | Final Destination: Bloodlines       | Bobby Campbell               | Elenco Principal                |